# 阿列克西·谢列达
阿列克西·維克托羅維奇·谢列达（羅馬化：Oleksii Viktorovych Sereda；2005年12月25日—），也译塞里达，乌克兰男子跳水運動員。他代表乌克兰参加了2020年夏季奧林匹克運動會跳水比賽，并在雙人10公尺跳台和10公尺跳台均得到第六名的成绩。